# 小田秀組
小田秀組（小田秀組）、位於大阪天王寺區舟橋町2-2 本部的設置，日本的指定暴力團（愚連隊系）之一・原第三代目山口組地道組旗下團體（山口組3次團體）。之後升格為第三代目山口組的2次團體。原「小田組」。1984年 解散。後繼的團體為松山組、山田組、森田組。

## 略年表
- 1958年 小田秀臣創立「小田組」，之後加入明友會旗下。
- 1960年 「明友會事件」後、小田加入第三代山口組地道組（組長・地道行雄）任舍弟。
- 1964年 小田升格為第三代山口組（組長・田岡一雄）總家直參。
- 1965年 小田就任山口組若頭補佐。
- 1972年 小田與中島連合會（之後的「會津小鐵會」）理事長・高山登久太郎（第二代中川組組長）五分的兄弟交盃。
- 1979年2月 小田兼任山口組本部長。
- 1982年6月 小田昇格山口組組長代行補佐兼本部長。
- 1984年6月 第四代山口組（組長・竹中正久）發展時期。小田參與「山廣派」所組成的「一和會」；最後隨「一和會」解散，小田秀臣亦引退。同時間，組內的若頭・松山政雄（松山組組長）、舍弟頭代行・山田輝雄（山田組組長）、預定舍弟・盛 政之助（盛政組組長）等3人退出加入山口組，並昇格為山口組總家直參。

1984年7月 原本部長森田昌夫（森田組組長）昇格山口組總家直參。
1986年11月 小田心臟病逝。

## 最高幹部
- 組長・小田秀臣（第三代山口組組長代行補佐兼本部長、原地道組舍弟）
- 副組長・中川義廣
- 若頭・松山政雄（松山組組長）
- 若弟頭・中島憲司
- 舍弟頭代行・山田輝雄（山田組組長）
- 本部長・森田昌夫（森田組組長）

## 其他組員
- 舍弟・古川義光（第四代中津川組組長）
- 預定舍弟・盛 政之助（盛政組組長、原初代清水組幹部）